# Bauchbehaarung

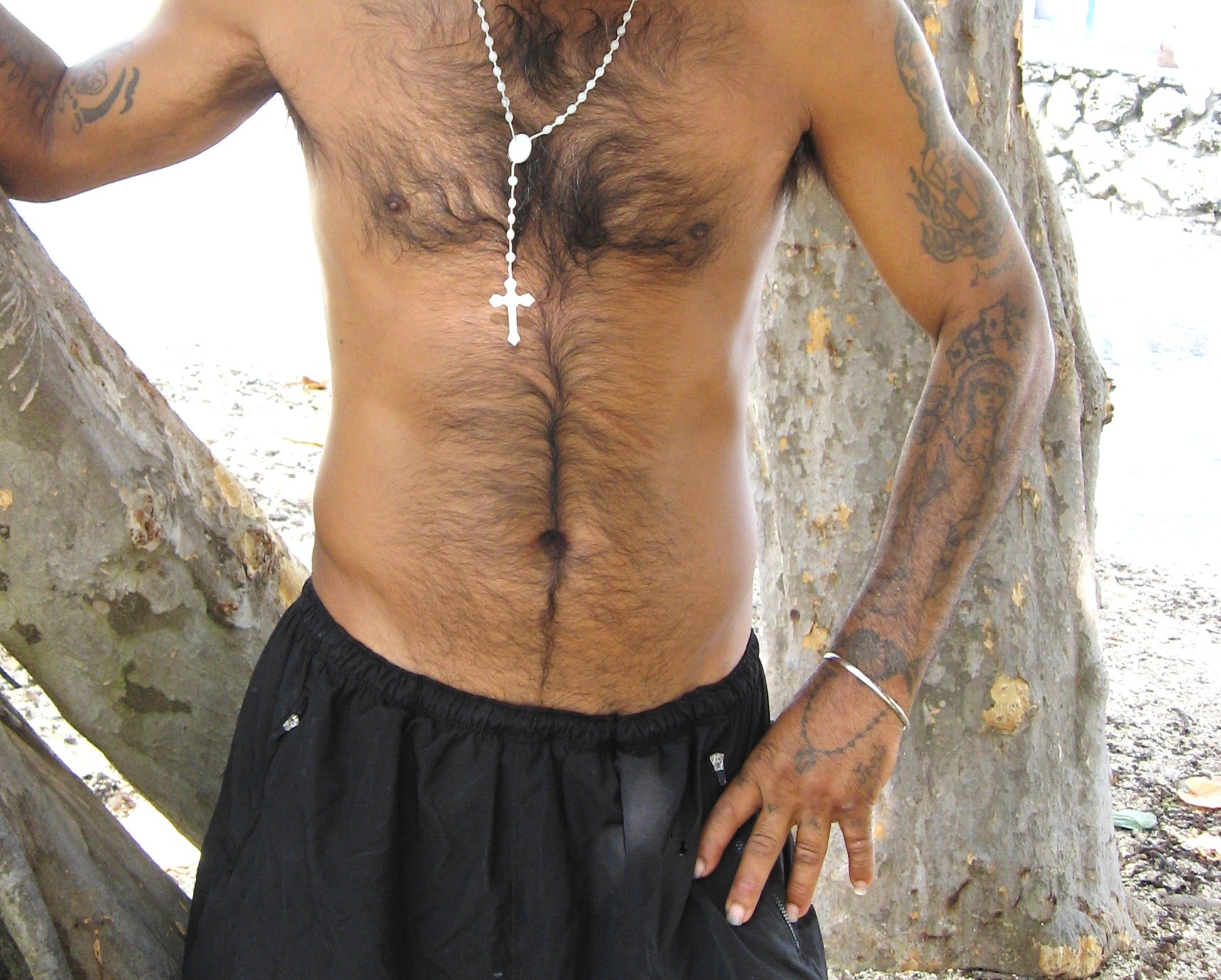
Bauchhaar auf einem erwachsenen Mann

Als Bauchbehaarung wird die Vellus- oder Terminalhaarausprägung in der Bauchregion bei Säugetieren einschließlich des Menschen bezeichnet. Sie folgt bei allen Säugetieren nach demselben Wachstumsmuster vom Brustbein in Richtung Bauchnabel folgend und von der Schamgegend bzw. den Genitalien ebenfalls in Richtung Nabel folgend. Bei Säugetieren mit einer größeren Haardichte ist die Bauchbehaarung Bestandteil des Fells.
Auch der Mensch besitzt bereits seit der Geburt Bauchbehaarung, allerdings zunächst nur in Form von Vellushaar. Beim Mann entsteht während und nach der Pubertät durch hormonelle Prozesse aus dem Vellushaar eine terminale Behaarung. Vereinzelt können auch Frauen davon betroffen sein (Hirsutismus).